# Fontette
Fontette ist eine französische Gemeinde mit 179 Einwohnern (Stand 1. Januar 2022) im Département Aube in der Region Grand Est; sie gehört zum Arrondissement Troyes und zum Kanton Bar-sur-Seine.

## Demographie
| Jahr      | 1962 | 1968 | 1975 | 1982 | 1990 | 1999 | 2006 | 2016 |
| --------- | ---- | ---- | ---- | ---- | ---- | ---- | ---- | ---- |
| Einwohner | 228  | 211  | 225  | 219  | 188  | 176  | 177  | 201  |

## Persönlichkeiten
- Nicole de Savigny (1535–1590), Baronne de Saint-Rémy, Ehefrau von Jean de Ville, Seigneuer de Fontette, Mätresse des Königs Heinrich II.
- Henri de Saint-Rémy, seigneur (genannt Baron) de Fontette, deren Sohn
- Jeanne de Saint-Rémy (1756–1791), dessen Nachfahrin